# Lilla Horssjön, Södermanland
Lilla Horssjön är en sjö i Södertälje kommun i Södermanland och ingår i Trosaåns huvudavrinningsområde. Sjön är 6,4 meter djup, har en yta på 0,02 kvadratkilometer och är belägen 63 meter över havet.